# Cotoneaster verruculosus
Cotoneaster verruculosus là loài thực vật có hoa trong họ Hoa hồng. Loài này được Diels mô tả khoa học đầu tiên năm 1912.